# Décès en 1285
Décès
- 1281
- 1282
- 1283
- 1284
- 1285
- 1286
- 1287
- 1288
- 1289

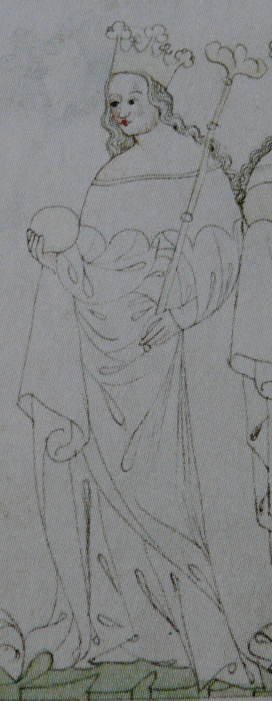
Cunégonde de Slavonie, morte en 1285.

Cette page dresse une liste de personnalités mortes au cours de l'année 1285 :
- 7 janvier : Charles Ier de Sicile, couramment appelé Charles d'Anjou, roi de Naples et de Sicile.
- 2 février : Simon de Clisson, évêque de Saint-Malo.
- 8 février : Thierry de Landsberg, surnommé le Sage ou le Gros, margrave de Landsberg.
- 28 mars : Martin IV, pape.
- 23 avril : Henri de Gueldre,  prince-évêque de Liège.
- 26 mars : Kikuchi Takefusa, samouraï.
- 12 mai : Berthold de Linange, évêque de Bamberg.
- 20 mai : Jean Ier de Chypre,  roi de Chypre et roi titulaire de Jérusalem (sous le nom de Jean II).
- 17 juin : Ibn Chabbat, ou Mohamed Ben Ali Ben Mohamed Ben Ali, homme de lettres et de sciences ifriqiyen originaire de Tozeur.
- 19 juin : Yekouno Amlak, roi ou négus d’Éthiopie.
- 3 juillet : Marguerite de Dampierre, duchesse de Brabant.
- 30 juillet : Jean Ier de Saxe-Lauenbourg, duc de Saxe.
- 3 août : Guillaume de Châtillon, évêque de Laon.
- 15 août : Philippe Ier de Savoie, comte de Savoie et de Bourgogne.
- 22 août : Philippe Benizi, médecin, religieux italien et ministre général de l'Ordre des Servites de Marie.
- 9 septembre : Cunégonde de Slavonie, reine consort de Bohême.
- 5 octobre : Philippe III le Hardi, roi de France.
- 2 novembre : Pierre III d'Aragon[1], souverain de la couronne d'Aragon, roi de Sicile, comte de Barcelone, roi de Valence.
- 21 décembre : Ordoño Alvares, archevêque de Braga, doyen du Collège des cardinaux, cardinal-évêque de Frascati.

- Abu al-Baqa al-Rundi, ou Abu Mohammed Salih Ben Abi Charif al-Rundi, poète andalous originaire de Ronda.
- Géraud VI d'Armagnac, vicomte de Fezensaguet, puis comte d'Armagnac et de Fezensac.
- Christian III d'Oldenbourg, comte d'Oldenbourg.
- Alain de Bruc, évêque de Tréguier.
- Cerverí de Girona, troubadour catalan.
- Guillaume de La Mare, théologien franciscain anglais.
- Hugues IV de Rethel, comte de Rethel.
- Gui du Merle, évêque de Lisieux.
- João Lobeira, troubadour portugais de la cour d'Alphonse III.
- Matteo Spinelli da Giovinazzo, personnage fictif, chroniqueur italien.

date incertaine (vers 1285)
- Francesca da Rimini, ou Francesca da Polenta, jeune Italienne dont les amours tragiques ont été immortalisés par Dante Alighieri dans La Divine Comédie.

## Crédit d'auteurs
- Cet article est partiellement ou en totalité issu de l'article intitulé « 1285 » (voir la liste des auteurs).